# Trio Fontenay
Das Trio Fontenay war ein 1980 in Hamburg gegründetes und bis 2006 bestehendes Klaviertrio. In der Gründungsformation bestand es aus dem Pianisten Wolf Harden (* 1962), dem Geiger Michael Mücke (* 1962) und dem Cellisten Niklas Schmidt (* 1958). Nach dem Ausscheiden von Niklas Schmidt 1997 übernahm 1998 Jens Peter Maintz (* 1967) den Cellopart.
Das Trio wählte seinen Namen aus zwei Gründen: Einerseits erinnert der französische Name Fontenay an „Quelle“ (französisch fontaine), andererseits trägt eine Straße in der Nähe der Hamburger Musikhochschule, die dem Ensemble die erste Übungsstätte bot, diesen Namen. Etwa zwei Jahre holte sich das Ensemble interpretatorische Impulse in den Kölner Kursen des Amadeus Quartetts.
1983 bekam das Trio den Mendelssohn-Preis. 1983/84 gehörte es zur Bundesauswahl des Deutschen Musikrates. 1985 gewann es den ersten Preis beim Deutschen Musikwettbewerb. Seitdem entwickelte sich eine Konzertkarriere, in deren Verlauf das Trio ständiger Gast in den bedeutendsten Konzertsälen Europas wie der Queen Elisabeth Hall oder der Royal Festival Hall in London und im Herkulessaal in München sowie bei den großen Festivals Europas wie den Salzburger Festspielen, dem Festival de Montpellier, Schleswig-Holstein Musik Festival und der Schubertiade in Österreich wurde. 1986 fand das Amerika-Debüt statt. Danach gab es jedes Jahr zwei große Tourneen durch die USA und Kanada mit regelmäßigen Auftritten in New York, Los Angeles, Houston, Chicago, Toronto und Montreal. Auch in Südamerika und Australien fanden Auftritte statt. Mit einem Bestehen eines Klaviertrios über Jahre war das Trio Fontenay mit dem Beaux Arts Trio Ende der 1980er Jahre eine Ausnahme. Zum Repertoire des Ensembles zählten Werke der gesamten Klaviertrio-Literatur von C. Ph. E. Bach und Joseph Haydn bis zu Kompositionen der Neuen Musik. Schon in den ersten Jahren erntete das Trio gleichbleibend positive Kritiken. Der Österreichische Rundfunk nannte das Trio in Ausgewogenheit im Klang und dem Respekt den Werken und Komponisten gegenüber ... einzigartig.
Ein halbes Jahr nach den ersten Auftritten entstand die erste Schallplattenaufnahme. Die Diskografie des Trios umfasst unter anderem Einspielungen sämtlicher Trios von Mozart, Schubert, Mendelssohn, Schumann, Dvořák und Brahms. Einige Aufnahmen entstanden auch in der Frankfurter Festeburgkirche.
Im Februar 2006 beschlossen die Musiker das Ende des Trios.

## Einige Urteile über Aufnahmen
Schon ihre erste Aufnahme, ein Trio von Hans Pfitzner, stand im vierten Quartal 1982 stand auf der Bestenliste der Deutschen Schallplattenkritik.
Für die Gesamtaufnahme der Beethoven-Trios wurde das Trio Fontenay im Jahr 1994 mit dem Jahrespreis der deutschen Schallplattenkritik ausgezeichnet. Einen sehr guten Ruf erwarb das Trio mit seinen Schubert-Einspielungen bei Teldec in Berlin 1994/95. Ihr Klaviertrio H-Dur op. 8 von Johannes Brahms, was 1989 eingespielt wurde, bekam bei Klassik-Prisma auch im Vergleich mit neueren Produktionen die beste Bewertung. Im zweiten Quartal 2001 standen die Klaviertrios Nr. 2–4 von Nikolai Roslavets (Teldec 8573-82017-2) auf der Bestenliste der Deutschen Schallplattenkritik.
Im Jahr 2009 wurde in Verbindung mit dem 1. Internationalen Kammermusik Wettbewerb Hamburg zur Herstellung von Aufnahmen der Preisträger das Label Fontenay Classics International (FCI) gegründet, das sich im Namen an das Trio Fontenay anlehnt.